# Voedselvoorraad
Een voedselvoorraad is een verzameling voedsel die wordt opgeslagen voor later gebruik.
Talloze dieren leggen voedselvoorraden aan. Zo doen vele knaagdieren en andere dieren dit voorafgaand aan hun winterslaap. Ook mensen hebben vaak een voedselvoorraad in huis, zowel in kasten als in een koelkast of diepvries.

## Noodvoorraad
In onzekere tijden hebben veel mensen de neiging voedsel en andere gebruiksgoederen te gaan hamsteren. De Koude Oorlog was voor de Nederlandse regering in 1961 aanleiding bij ieder gezin een brochure te laten bezorgen met daarin onder meer het advies een noodvoorraad van lang houdbare levensmiddelen in huis te halen. Met name het 'sloop met grauwe erwten' deed veel stof opwaaien. In verband met de kwetsbaarheid van de technisch hoogontwikkelde samenleving adviseert het Nederlandse Ministerie van Binnenlandse Zaken begin 21e eeuw een noodvoedselvoorzienig voor ten minste drie dagen in voorraad te houden.

## Wereldvoedselvoorraad
Het begrip voedselvoorraad betekent op globale schaal de hoeveelheid voedsel die in een bepaalde regio voorhanden is om de plaatselijke bevolking te voorzien van voldoende dagelijkse voeding. De ongelijke verdeling van het beschikbare voedsel over de wereld zorgt voor voedseloverschotten in de rijkere landen en voedseltekorten in de armere landen.
Door de toename van de wereldbevolking, de groeiende welvaart, toenemend watertekort en het gebruik van landbouwgrond voor de grondstoffen van biobrandstoffen is de wereldvoedselvoorraad per saldo afgenomen in de afgelopen decennia. Volgens gegevens van de FAO is de wereldvoorraad van tarwe en rijst tussen 2000 en 2007 afgenomen van 350 miljoen ton tot 200 miljoen ton, bijna een halvering. Hierdoor lopen de voedselprijzen sinds de jaren 1990 op en deze trend heeft zich sinds 2006 versneld. Dit heeft onder andere geleid tot een voedselcrisis in 2006 en 2007, waarbij er in meer dan twintig landen voedselrellen uitbraken.